# Interestatal 20
La carretera Interestatal 20 ( Abreviado I-20 ) es una Autopista Interestatal de trazado este-oeste en el sur de Estados Unidos. Comienza cerca de Kent, Texas (map) en la carretera Interestatal 10 y discurre hasta la carretera Interestatal 95 en Florence, Carolina del Sur (map) . Entre Texas y Carolina del Sur la I-20 cruza los estados de Luisiana, Misisipi, Alabama y Georgia. Se cruza con siete de las 10 principales carreteras interestatales de trazado norte-sur (todas excepto la I-5 , I-15 y I-25 ) y también con las rutas interestatales I-10 y I-30 .

## Largo de la ruta
| Km.     | Estado           |  |  |
|         |                  |  |  |
| 1023.67 | Texas            |  |  |
| 305,57  | Luisiana         |  |  |
| 248,82  | Missisipi        |  |  |
| 345,5   | Alabama          |  |  |
| 326,07  | Georgia          |  |  |
| 227,74  | Carolina del Sur |  |  |
|         |                  |  |  |
| 2477.4  | Total            |  |  |

## Mayores cruces
Los cruces de esta carretera son:
- Interestatal 10  en Kent, Texas.
- Interestatal 30  cerca de Fort Worth Texas.
- Interestatal 35W  en Fort Worth Texas.
- Interestatal 35E  en Dallas Texas.
- Interestatal 45 en Dallas Texas.
- Interestatal 49 en Shreveport Luisiana.
- Interestatal 55 en Jackson Misisipi (I-20 y I-55 permanecen juntas por un corto tiempo aquí)
- Interestatal 59  en Meridian, Misisipi (Map). La I-20 y I-59 permanecen juntas hasta Birmingham, Alabama.
- Interestatal 359 en Tuscaloosa Alabama.
- Interestatal 65  en Birmingham Alabama.
- Interestatal 59  en Birmingham Alabama.
- Interestatal 75 /Interestatal 85  en Atlanta Georgia.
- Interestatal 520 en Augusta Georgia.
- Interestatal 520 cerca de North Augusta Carolina del Sur.
- Interestatal 26 en Columbia Carolina del Sur.
- Interestatal 77  en Columbia Carolina del Sur.
- Interestatal 95  en Florence Carolina del Sur.